# Asaf Avidan
Asaf Avidan (Hebreo: אסף אבידן) (Jerusalén, 23 de marzo de 1980) es un cantante-autor y músico israelí; es también quien creó y el hombre al frente de Asaf Avidan & the Mojos, una banda de Folk rock israelí formada en el 2006 en Jerusalén. La banda ha lanzado 3 álbumes, The Reckoning en el 2008, Poor Boy/Lucky Man en el 2009 y Through the Gale en el 2010.
Asaf Avidan se hizo famoso internacionalmente por su éxito "One Day / Reckoning Song (Wankelmut Rmx)".
A partir del 2012 Asaf Avidan abandona la banda The Mojos comenzando su carrera en solitario. En el 2012 fue lanzado Avidan in a Box, un álbum en directo que tiene antiguas canciones de él mismo; solamente se distribuyó por medios digitales. También lanzó un álbum con diferentes ritmos de Israel; tal álbum fue lanzado internacionalmente en el 2013.

## Biografía
Avidan nació en Jerusalén en 1980. Sus padres eran diplomáticos de la Oficina de Relaciones Exteriores de Israel, y pasó cuatro años de su infancia en Jamaica.
Después del servicio militar obligatorio en Israel, Avidan estudió Animación en la Academia Bezalel de Arte y Diseño de Jerusalén. Su cortometraje proyecto final "Find Love Now", ganó su categoría en el Festival de Cine de Haifa ese año.
Después de sus estudios, Avidan se trasladó a Tel Aviv y trabajó como animador; hasta que la ruptura con su novia de mucho tiempo, sacudió su mundo y le hizo retroceder a Jerusalén. Dejó su trabajo y decidió girar en torno a su mayor afición, la música. Seis canciones sobre esa ruptura y posterior angustia constituirían su EP debut, Now That You're Leaving, que fue lanzado de manera independiente en el 2006 con gran éxito y buenas críticas.

## Asaf Avidan & the Mojos
A finales de 2006, mientras tocaba en su gira acústica en solitario a través de Israel,
Avidan armó un elenco de músicos de apoyo que se convertirían en The Mojos (Ran Nir, bajo; Yoni Sheleg, batería; Roi Peled, guitarra; Hadas Kleinman, chelo). La banda se hizo muy famosa en Israel, tocando ampliamente en todo el territorio, e incluso realizó una gira en Nueva York en 2007. Allí, también participaron del MEANY Fest, llegando a la final.
- Datos: Q259788
- Multimedia: Asaf Avidan / Q259788